# O Prazer de Matar Insetos
O Prazer de Matar Insetos é um curta-metragem brasileiro de 2020, escrito e dirigido por Leonardo Martinelli. O filme aborda um futuro próximo onde a crise climática atinge um ponto irreversível. Estrelado por Rosa Iranzo e Alexandre Moreno, o curta acompanha uma freira e um padre que se encontram para conversar sobre o desaparecimento dos insetos. 
Gravado na Ilha de Paquetá no Rio de Janeiro, o filme teve sua estreia mundial na competição de curtas do Festival Biarritz Amérique Latine, na França. O festival é considerado um dos mais importantes do mundo dentre os dedicados ao cinema latino-americano. Posteriormente, o filme foi exibido em festivais de países como a Turquia, Espanha, Argentina, Canadá, Estados Unidos, Ucrânia e outros.

## Seleções
O filme foi premiado e exibido em importantes festivais de cinema, como o Molodist - Festival Internacional de Cinema de Kiev, Festival Biarritz Amérique Latine, Izmir International Short Film Festival, Festival de Cine Latinoamericano de La Plata, Curta Taquary, CineYouth do Festival Internacional de Cinema de Chicago e outros. Sua estreia nacional foi no Festival de Cinema de Vitória, onde ganhou o prêmio de Melhor Curta do Júri Popular e uma Menção Honrosa do Júri Oficial. Posteriormente o filme foi exibido e premiado no Curta Cinema, onde ganhou o Prêmio do Panorama Carioca.